# Intercity-Express

Logotyp ICE

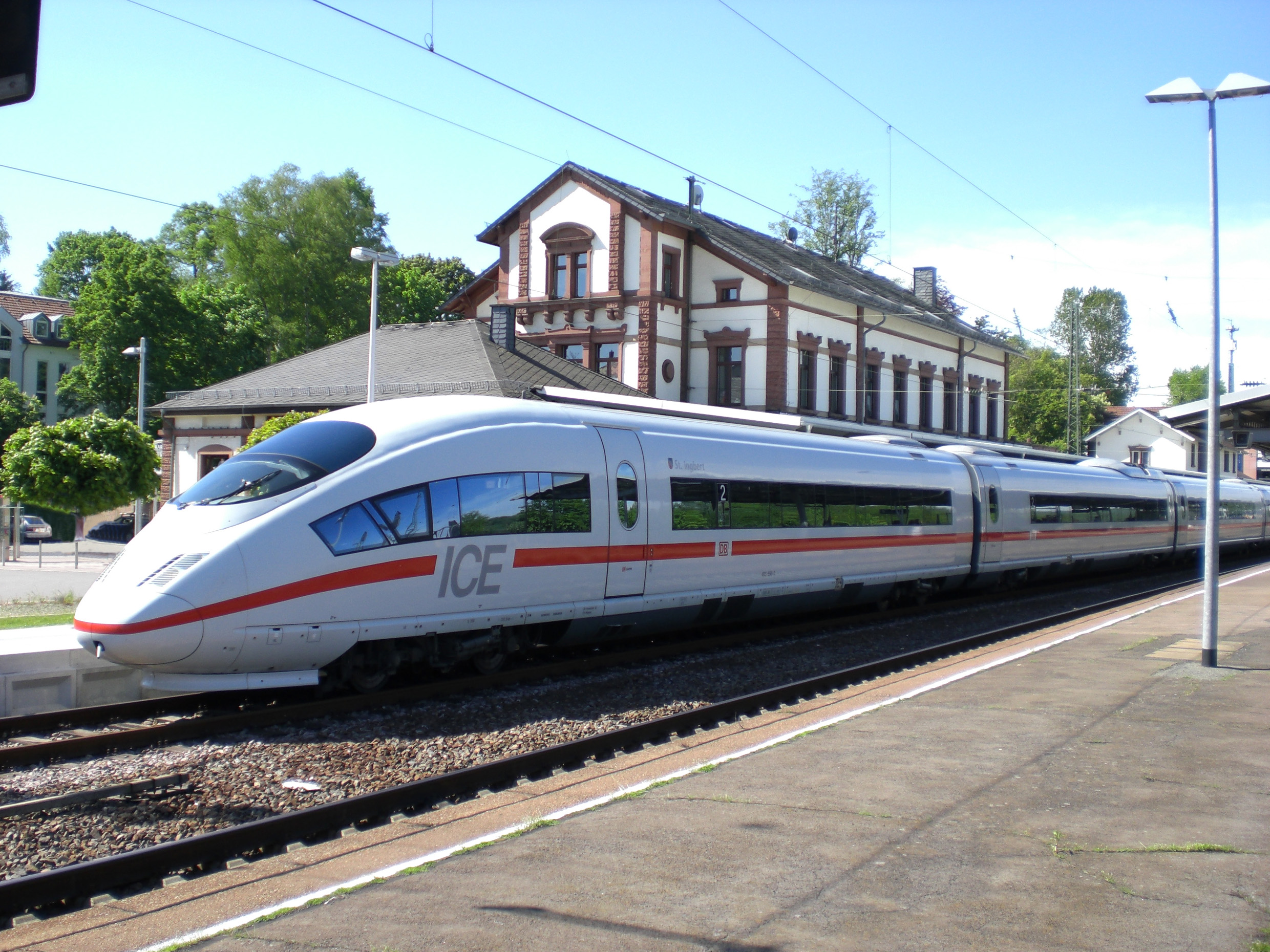
ICE 3

Połączenia kolejowe obsługiwane przez ICE

Intercity-Express (ICE) – kategoria pociągów dużych prędkości koncernu Deutsche Bahn. W Austrii, Szwajcarii i pierwotnie w Niemczech funkcjonuje pod nazwą InterCityExpress.

## Historia
We wrześniu 1982 roku Deutsche Bundesbahn podpisała kontrakt na wyprodukowanie doświadczalnego składu dużych prędkości. Niemieckim kolejom został w dniu 31 lipca 1985 roku zaprezentowany ICE V. Podczas jazdy testowej w dniu 26 października 1985 roku ustanowiony został światowy rekord prędkości 317 kilometrów na godzinę na odcinku pomiędzy Rheda-Wiedenbrück i Oelde. Przeprowadzanie kursów testowych z wyższymi prędkościami zostało rozpoczęte dopiero po otwarciu linii z Hanoweru do Würzburga w 1988 roku. 1 maja 1988 roku ICE V w Gemünden am Main ustanowił rekord prędkości 406,9 kilometrów na godzinę. Doświadczenie zdobyte w trakcie testowania ICE-V zostało wykorzystane w trakcie produkcji pierwszej serii ICE. Zaledwie trzy lata po zaprezentowaniu ICE-V kolej niemiecka w 1988 roku podpisała kontrakt na wyprodukowanie 82 wagonów silnikowych. W dniu 23 lipca 1990 roku dodatkowo zamówiono 19 składów przystosowanych do eksploatowania na szwajcarskich kolejach. Połączenia ekspresowe ICE uruchomiono w dniu 2 czerwca 1991 roku.

## Tabor kolejowy
| Oznakowanie  | Lata produkcji | Liczba |
| ------------ | -------------- | ------ |
| ICE 1        | 1989–1993      | 60     |
| ICE 2        | 1995–1997      | 44     |
| ICE 3        | 1999–2004      | 67     |
| Baureihe 407 | 2009–2012      | 17     |
| ICE T        | 1996–2006      | 71     |
| ICE TD       | 2001–2006      | 20     |